# Remington Kellogg taxonjai
Ezen a listán azok a taxon nevek szerepelnek, amelyeket Remington Kellogg (1892–1969) alkotott. Azok a taxon nevek, amelyek nincsenek belinkelve, manapság csak szinonimaként használtak (az alábbi lista nem teljes):

## Párosujjú patások

### Cetek
- Platyosphys Kellogg, 1936
- Zygorhiza kochii Kellogg, 1936
- Aglaocetus Kellogg, 1934
- Peripolocetus Kellogg, 1931
- Cetotherium furlongi Kellogg, 1925[1]
- Nannocetus Kellogg, 1929
- Diorocetus Kellogg, 1968[2]
- Norrisanima Kellogg, 1922
- Norrisanima miocaena Kellogg, 1922
- Cophocetus Packard & Kellogg, 1934
- Parietobalaena Kellogg, 1924
- Pelocetus Kellogg, 1965
- Mixocetus Kellogg, 1934[3]
- Xenorophus Kellogg, 1923
- Xenorophus sloani Kellogg, 1923
- Kogiopsis Kellogg, 1929[4]
- Kogiopsis floridana Kellogg, 1929
- Idiophyseter R. Kellogg, 1925
- Idiorophus Kellogg, 1925
- Albicetus oxymycterus (Kellogg, 1925)
- Ontocetus oxymycterus Kellogg, 1925
- Scaldicetus oxymycterus (Kellogg, 1925) - Albicetus oxymycterus
- Aulophyseter Kellogg, 1927[5]
- Araeodelphis Kellogg, 1957
- Araeodelphis natator Kellogg, 1957
- Squalodon calvertensis Kellogg, 1923
- Microcetus Kellogg, 1923
- Kentriodon Kellogg, 1927[6]
- Grypolithax Kellogg, 1931 - Kentriodon
- Kentriodon obscurus (Kellogg, 1931)
- Kentriodon pernix Kellogg, 1927
- Liolithax Kellogg, 1931[7]
- Parapontoporia sternbergi Gregory & Kellogg, 1927

### Szarvasfélék
- Mazama nemorivaga permira (Kellogg, 1946)
- Mazama gouazoubira permira Kellogg, 1946 - Mazama nemorivaga permira
- Carmen-hegyi fehérfarkú szarvas (Odocoileus virginianus carminis) Goldman & Kellog, 1940
- Odocoileus virginianus dacotensis Goldman & Kellog, 1940
- Odocoileus virginianus hiltonensis Goldman & Kellog, 1940
- Odocoileus virginianus miquihuanensis Goldman & Kellogg, 1940
- Odocoileus virginianus nigribarbis Goldman & Kellogg, 1940
- Odocoileus virginianus oaxacensis Goldman & Kellogg, 1940
- Odocoileus virginianus seminolus Goldman & Kellogg, 1940
- Odocoileus virginianus taurinsulae Goldman & Kellogg, 1940
- Odocoileus virginianus venatorius Goldman & Kellogg, 1940
- Odocoileus virginianus veraecrucis Goldman & Kellogg, 1940

## Rágcsálók
- Microtus aestuarinus Kellogg, 1918 - kaliforniai földipocok
- Microtus eximius Kellogg, 1918
- Microtus kernensis Kellogg, 1918
- Microtus mariposae Kellogg, 1918
- Microtus mohavensis Kellogg, 1918
- Microtus neglectus Kellogg, 1918
- Microtus sanctidiegi Kellogg, 1918 - kaliforniai földipocok
- Microtus sierrae Kellogg, 1922 - Microtus longicaudus
- Myodes maurus (Kellogg, 1939) - Gapper-erdeipocok
- mindorói csíkospatkány (Chrotomys mindorensis) Kellogg, 1945
- Rattus umbriventer Kellogg, 1945 - Rattus argentiventer
- Rattus solatus Kellogg, 1945 - polinéz patkány
- Rattus morotaiensis Kellogg, 1945
- Melomys albiventer Kellogg, 1945 - közönséges mozaikfarkú-patkány